# Tīlān
Tīlān (persiska: تيلان) är en ort i Iran.   Den ligger i provinsen Golestan, i den norra delen av landet, 400 km öster om huvudstaden Teheran. Tīlān ligger 127 meter över havet och antalet invånare är 649.
Terrängen runt Tīlān är varierad. Runt Tīlān är det ganska tätbefolkat, med 60 invånare per kvadratkilometer. Närmaste större samhälle är Āzādshahr, 1,9 km nordost om Tīlān. Trakten runt Tīlān består till största delen av jordbruksmark.